# Simón de Herrera y Leyva
Simón de Herrera y Leyva nace en La Laguna, Canarias, 1754, fallece el 5 de abril de 1813 en Texas, comandante de Armas de la Nueva Galicia y Gobernador del Nuevo Reyno de León.

## Biografía
Una de sus misiones encomendadas por el Virrey fue inspeccionar junto al General Félix María Callejas, la ciudad de Colotlán en abril de 1793
El 7 de agosto de 1794 le es conferido el cargo de gobernador de la provincia del Nuevo Reino de León. El 8 de enero de 1795 solicita al virrey el ascenso a teniente coronel de Infantería.
El 7 de abril de 1795 asume la gubernatura política y militar del Nuevo Reyno de León, al momento de llegar a la Ciudad de Monterrey, autorizó nuevos edificios al norte de la Plaza Principal, obstaculizando las labores de construcción de la Catedral, entrando en conflictos con el clero quien decidió dejar inconclusa dicha construcción.
Asume la comandancia de las Provincias de Oriente en Texas, pero es aprehendido en San Antonio de Béjar por Bernardo Gutiérrez de Lara tras la batalla de Rosalis, Herrera de Leyva es sometido a juicio muriendo degollado junto a Manuel María de Salcedo y otros doce realistas el 5 de abril de 1813.
Sus ejecuciones provocaron que tras la batalla de Medina, los realistas ejecutaran a los insurgentes prisioneros.
- Datos: Q16242063